# Fighting Pose wa Date ja nai!
Fighting Pose wa Date ja nai! (ファイティングポーズはダテじゃない! ¡Mi pose de batalla no es sólo para presumir!?) es el segundo sencillo de Berryz Kobo. Fue lanzado el 28 de abril del 2004. El Single V fue Publicado el 12 de mayo del 2004.

## Lista de Canciones

### CD
- Fighting Pose wa Date ja nai!
- Natsu Wakame (夏わかめ; Algas de verano)
- Fighting Pose wa Date ja nai! (Instrumental)

### Single V
- Fighting Pose wa Date ja nai!
- Fighting Pose wa Date ja nai! (Poolside de DANCE! DANCE! DANCE Ver.)
- Making of

## Miembros Presentes
- Saki Shimizu
- Momoko Tsugunaga
- Chinami Tokunaga
- Maasa Sudō
- Miyabi Natsuyaki
- Maiha Ishimura
- Yurina Kumai
- Risako Sugaya